# Assa Sylla
Pour les articles homonymes, voir Sylla (homonymie).
Assa Sylla est une actrice française, née le 3 juin 1996 à Paris.
Elle s'est fait connaître par sa première prestation au cinéma, dans le film Bande de filles dont elle interprète l'un des rôles principaux. Elle joue également le personnage d'Imane dans la version française de la série Skam.
En 2018, elle participe à l'ouvrage collectif Noire n'est pas mon métier.

## Biographie
D'origine mauritanienne, Assa Sylla naît le 3 juin 1996 dans le 15e arrondissement de Paris.
Elle commence sa carrière d'actrice dans le film Bande de filles de Céline Sciamma, sorti en 2014,,. Pour ce film, la réalisatrice, qui éprouve des difficultés à trouver des candidates lors des auditions auprès d'agences professionnelles, approche ses futures interprètes à la foire du Trône et leur demande de participer au film. Assa Sylla commente à propos du casting de ce film : « Pour une fois on a un casting 100% noir ».
Elle enchaîne avec le téléfilm Danbé, la tête haute dans lequel elle incarne la boxeuse franco-malienne Aya Cissoko durant l'adolescence de celle-ci. Pour ce rôle, elle prend des cours intensifs de boxe tout en continuant de préparer son baccalauréat professionnel en vente .
De 2018 à 2020, elle joue le rôle d'Imane Bakhellal dans la série dans le monde lycéen Skam,,,,. Imane, personnage central de la saison 4, est le rôle dont elle se dit « la plus fière ». Elle s'identifie pleinement en son rôle : « J'ai plein de points communs avec elle, en particulier le fait qu’elle soit musulmane [...]. Une jeune fille noire, qui essaye de rester elle-même avec ses valeurs et ses principes, c’est mon cas [...]. C’est la première fois qu’on voit une jeune fille noire musulmane et qui porte le voile héroïne de série en France. ».
En 2021 elle apparaît dans le film documentaire, Regard Noir avec diverses personnalités livrent leurs réflexions sur les difficultés auxquelles sont confrontés les comédiennes noires dans le milieu du cinéma :  Chiwetel Ejiofor, Ava DuVernay, Ryan Coogler, Phylicia Rashād, Rokhaya Diallo, Mata Gabin, et Sonia Rolland.
Elle apparaît dans le film Netflix Le Dernier Mercenaire sorti en 2021, où elle campe le rôle de Dalila. En 2022, elle joue le rôle de Belette dans Le visiteur du futur.

## Filmographie

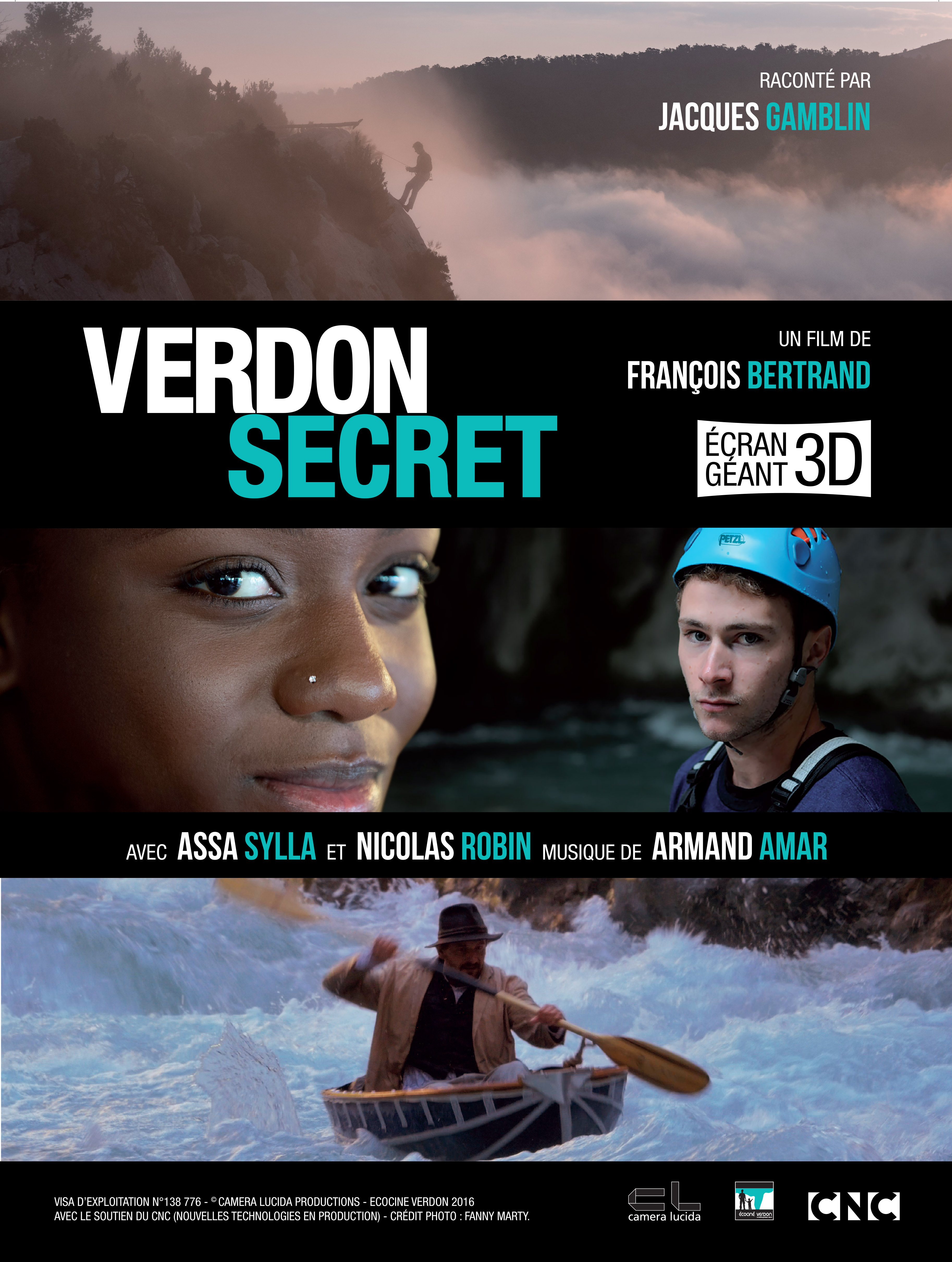
Verdon secret

Sauf indication contraire, les informations mentionnées dans cette section peuvent être confirmées par les bases de données cinématographiques IMDb et Allociné,  présentes dans la section « Liens externes ».

### Cinéma

#### Longs métrages
- 2014 : Bande de filles de Céline Sciamma : Sophie, dite « Lady »[18],[19].
- 2017 : C'est beau la vie quand on y pense de Gérard Jugnot : jeune femme de la cité
- 2017 : Lola Pater de Nadir Moknèche : Caroline
- 2017 : La Vie de château de Modi Barry et Cédric Ido : une femme au début
- 2021 : Le Dernier Mercenaire de David Charhon : Dalila
- 2022 : Umami de Slony Sow : la bookeuse
- 2022 : Le Visiteur du futur de François Descraques : Belette[20]
- 2023 : Le roi des ombres de Marc Fouchard : Aïssata

#### Courts et moyens métrages
- 2016 : Verdon secret de François Bertrand : Clara
- 2016 : Na tout pour elle de Djigui Diarra : Aminata
- 2018 : Bleu Reine de Sarah Al Atassi : Nina
- 2020 : Numéro 10 de Florence Bamba : Awa

### Documentaire
- 2021 : Regard noir, réalisation d'Aïssa Maïga et Isabelle Simeoni, elle même[16].

### Télévision
- 2014 : Danbé, la tête haute (téléfilm) de Bourlem Guerdjou : Aya Cissoko à 16 ans
- 2015 : Falco (série télévisée), épisode À l'état brut de Julien Despaux : Jennifer
- 2018 - 2020 : Skam France (série télévisée) : Imane Bakhellal (centrale saison 4, principale saisons 1 à 3, 5 et 6)
- 2019 - en cours : Mortel (série Netflix) : Nora
- 2021 : Une si longue nuit, mini-série de Jérémy Minui : Leïla Koffi
- 2022 : Capitaine Marleau, épisode Héros malgré lui de Josée Dayan : Victoire Tauzin
- 2022 : ReuSSS
- 2023 : Délits mineurs (série télévisée) : Kadi Keïta
- 2024 : La Fièvre (mini-série, Canal+) de Ziad Doueiri : Fatou Thiam

### Websérie
- 2019 : Golden Moustache, épisode Le Nouveau Don Juan

## Publication
- Assa Sylla, « Soulever l'espoir », dans Aïssa Maïga, Noire n'est pas mon métier, Paris, Éditions du Seuil, 2018 (ISBN 978-2-02-140119-6)

## Distinctions
- César 2015 : présélection « Révélation » pour le César du meilleur espoir féminin 2015 pour Bande de filles
- Black Reel Awards 2016 : nomination comme meilleure révélation féminine pour Bande de filles
- Festival Séries Mania 2022 : Lauréat, Meilleure actrice dans : ReuSSS